# هوغو تشيانتشي
هوغو تشيانتشي (بالفرنسية: Hugo Cianci)‏ (مواليد 9 يونيو 1989 في غرونوبل - فرنسا) لاعب كرة قدم فرنسي يلعب حاليا لصالح نادي الدرجة الأولى بولون الفرنسي منذ 2011 في مركز قلب الدفاع .

## روابط خارجية
- هوغو تشيانتشي على موقع إي إس بي إن إف سي (الإنجليزية)
- هوغو تشيانتشي على موقع قاعدة بيانات كرة القدم.إي يو (الإنجليزية)
- هوغو تشيانتشي على موقع Soccerway.com (الإنجليزية)